# Neuryna
Neuryna – organiczny związek chemiczny z grupy enamin będąca czwartorzędowym związkiem amoniowm. Jest to trująca ptomaina występująca m.in. w żółtku jaj, żółci, mózgu i zwłokach. Powstaje poprzez dehydratację choliny w czasie gnilnego rozkładu tkanek zwierzęcych. Jest alkaloidem występującym naturalnie m.in. w konopiach siewnych.
W XIX wieku neuryną nazywano związek odkryty przez niemieckiego farmakologa Oscara Liebreicha. Wkrótce jednak okazał się on być tożsamy z choliną.

## Otrzymywanie
Może być również otrzymana syntetycznie w reakcji wodnego roztworu trimetyloaminy z acetylenem. Możliwe jest również otrzymanie jej z wykorzystaniem choliny i roztworu wodorotlenku baru.

## Właściwości
Jest to syropowata ciecz o nieprzyjemnym, rybnym zapachu. Występuje także w postaci krystalicznego trihydratu. Łatwo rozkłada się z wytworzeniem trimetyloaminy. Dobrze rozpuszcza się w wodzie, etanolu i eterze dietylowym. Jest inhibitorem sulfotransferazy cholinowej.